# 梅龙镇集团
上海梅龙镇（集团）有限公司是中華人民共和國上海市一家以餐飲為主的綜合性國企，隸屬於靜安區國資委，成立於1993年3月18日。2005年靜安區國資委出售其80％股权，国资比例降至20%。旗下擁有梅龍鎮廣場（位於上海市靜安區的商業廣場，1997年投入運營）、王家沙、凱司令、未名苑住宅小区（位於上海市闵行区，三期於2003年竣工）等餐飲企業和項目。